# Prva hrvatska vaterpolska liga 2020./21.
Prva hrvatska vaterpolska liga (Prvenstvo Hrvatskke u vaterpolu) za sezonu 2020./21. je prvi put nakon sezone 2007./08. igrana tijekom cijele sezone, a Jadranska liga je igrana skraćeno. 
 
Sudjelovalo je 11 klubova, a prvak je dvanaesti put u povijesti postala "Mladost" iz Zagreba. 

## Sustav natjecanja
Prvenstvo je igrano kroz više faza natjecanja: 
- Prvi dio - igrala se jednokružna liga (11 kola, 10 utakmica po klubu)
- Drugi dio - lige Za plasman od 1. – 6.mjesta i Za plasman od 7. – 11. mjesta - igrano jednokružno, s uključenim svim rezultatima iz Prvog dijela
- Doigravanje za prvaka - sudjeluju svi klubovi iz lige (skupine) Za plasman od 1. – 6. mjesta i prva dva iz lige Za plasman od 7. – 11. mjesta - igra se na ispadanje (četvrtzavršnica i poluzavršnica, te potom završnica na tri pobjede), a eliminirani klubovi potom igraju za plasman od 5. do 8. mjesta, odnosno za 3. mjeste
- Za 9. – 11. mjesto - igraju klubovi plasirani od 3. do 5. mjesta u ligi Za plasman od 7. – 11. mjesta, igra se jednokružno, s prenešenim mwđusobnim rezultatima iz Prvog dijela i skupine Za plasman od 7. – 11. mjesta

## Sudionici
- Galeb Makarska rivijera - Makarska
- Jadran - Split
- Jug Adriatic osiguranje - Dubrovnik
- KPK - Korčula
- Medveščak - Zagreb
- Mladost - Zagreb
- Mornar Brodospas - Split
- OVK POŠK - Split
- Primorje Erste Banka - Rijeka
- Solaris - Šibenik
- Zadar 1952 - Zadar

## Rezultati i ljestvice

### Prvi dio
Igrano od 3. listopada 2020. do 2. ožujka 2021. godine. 
Ljestvica
| mj. | klub                    | ut | pob | ner | por | gol+ | gol- | GR   | bod | drugi dio                     |
| --- | ----------------------- | -- | --- | --- | --- | ---- | ---- | ---- | --- | ----------------------------- |
| 1.  | Jug Adriatic osiguranje | 10 | 10  | 0   | 0   | 167  | 73   | +94  | 30  | Za plasman od 1. – 6. mjesta  |
| 2.  | Mladost                 | 10 | 9   | 0   | 1   | 183  | 70   | +113 | 27  | Za plasman od 1. – 6. mjesta  |
| 3.  | Jadran                  | 10 | 8   | 0   | 2   | 160  | 79   | +81  | 24  | Za plasman od 1. – 6. mjesta  |
| 4.  | Primorje Erste Banka    | 10 | 7   | 0   | 3   | 129  | 97   | +32  | 21  | Za plasman od 1. – 6. mjesta  |
| 5.  | Mornar Brodospas        | 10 | 6   | 0   | 4   | 114  | 113  | +1   | 18  | Za plasman od 1. – 6. mjesta  |
| 6.  | Solaris                 | 10 | 5   | 0   | 5   | 120  | 100  | +20  | 15  | Za plasman od 1. – 6. mjesta  |
| 7.  | OVK POŠK                | 10 | 3   | 0   | 7   | 86   | 126  | -40  | 9   | Za plasman od 7. – 11. mjesta |
| 8.  | Medveščak               | 10 | 3   | 0   | 7   | 102  | 151  | -49  | 9   | Za plasman od 7. – 11. mjesta |
| 9.  | KPK                     | 10 | 2   | 0   | 8   | 97   | 142  | -45  | 6   | Za plasman od 7. – 11. mjesta |
| 10. | Galeb Makarska rivijera | 10 | 2   | 0   | 8   | 93   | 160  | -67  | 6   | Za plasman od 7. – 11. mjesta |
| 11. | Zadar 1952              | 10 | 0   | 0   | 10  | 67   | 207  | -140 | 0   | Za plasman od 7. – 11. mjesta |

Rezultatska križaljka
| kratica | klub                    | GAL   | JAD   | JUG  | KPK   | MED   | MLA   | MOR  | OPOŠK | PRI   | SOL   | ZAD   |
| ------- | ----------------------- | ----- | ----- | ---- | ----- | ----- | ----- | ---- | ----- | ----- | ----- | ----- |
| GAL     | Galeb Makarska rivijera |       | 6:20  | 9:20 |       |       |       |      | 10:8  | 10:17 |       | 20:12 |
| JAD     | Jadran                  |       |       | 8:11 |       |       |       | 15:7 | 17:8  |       | 13:8  | 28:5  |
| JUG     | Jug Adriatic osiguranje |       |       |      |       |       | 16:15 | 15:7 | 17:4  |       | 17:9  | 20:1  |
| KPK     | KPK                     | 15:12 | 12:16 | 5:19 |       | 9:11  |       |      |       | 8:16  |       |       |
| MED     | Medveščak               | 17:9  | 5:20  | 9:17 |       |       |       |      |       | 9:18  |       | 19:11 |
| MLA     | Mladost                 | 24:4  | 12:11 |      | 21:7  | 22:6  |       |      |       | 14:7  |       |       |
| MOR     | Mornar Brodospas        | 16:8  |       |      | 12:10 | 16:9  | 7:12  |      |       |       | 12:11 |       |
| OPOŠK   | OVK POŠK                | 12:5  |       |      |       | 15:10 | 4:17  | 3:10 |       |       | 6:13  |       |
| PRI     | Primorje Erste Banka    |       | 5:12  | 6:15 |       |       |       | 11:8 | 18:8  |       |       | 21:4  |
| SOL     | Solaris                 | 11:5  |       |      | 17:9  | 14:7  | 6:13  |      |       | 9:10  |       |       |
| ZAD     | Zadar 1952              |       |       |      | 6:17  |       | 2:23  | 9:19 | 9:18  |       | 8:22  |       |
|         |                         |       |       |      |       |       |       |      |       |       |       |       |

### Drugi dio

#### Za plasman od 1. – 6. mjesta
Igrano od 6. ožujka do 13. travnja 2021. godine. 
Ljestvica
Preneseni rezultati iz Prvog dijela
| mj. | klub                    | ukupno (s prenešenim rezultatima) | ukupno (s prenešenim rezultatima) | ukupno (s prenešenim rezultatima) | ukupno (s prenešenim rezultatima) | ukupno (s prenešenim rezultatima) | ukupno (s prenešenim rezultatima) | ukupno (s prenešenim rezultatima) | ukupno (s prenešenim rezultatima) |    | ostvareno u drugom dijelu | ostvareno u drugom dijelu | ostvareno u drugom dijelu | ostvareno u drugom dijelu | ostvareno u drugom dijelu | ostvareno u drugom dijelu |  |
| mj. | klub                    | ut                                | pob                               | ner                               | por                               | gol+                              | gol-                              | GR                                | bod                               | ut | pob                       | ner                       | por                       | gol+                      | gol-                      |                           |  |
| --- | ----------------------- | --------------------------------- | --------------------------------- | --------------------------------- | --------------------------------- | --------------------------------- | --------------------------------- | --------------------------------- | --------------------------------- | -- | ------------------------- | ------------------------- | ------------------------- | ------------------------- | ------------------------- | ------------------------- |  |
| 1.  | Jug Adriatic osiguranje | 15                                | 13                                | 0                                 | 2                                 | 231                               | 120                               | +111                              | 39                                | 5  | 4                         | 0                         | 1                         | 64                        | 47                        | doigravanje za prvaka     |  |
| 2.  | Mladost                 | 15                                | 13                                | 0                                 | 2                                 | 245                               | 101                               | +144                              | 39                                | 5  | 4                         | 0                         | 1                         | 62                        | 31                        | doigravanje za prvaka     |  |
| 3.  | Jadran                  | 15                                | 12                                | 0                                 | 3                                 | 227                               | 131                               | +96                               | 36                                | 5  | 4                         | 0                         | 1                         | 67                        | 52                        | doigravanje za prvaka     |  |
| 4.  | Primorje Erste Banka    | 15                                | 9                                 | 0                                 | 6                                 | 168                               | 152                               | +16                               | 27                                | 5  | 2                         | 0                         | 3                         | 39                        | 55                        | doigravanje za prvaka     |  |
| 5.  | Solaris                 | 15                                | 7                                 | 0                                 | 8                                 | 168                               | 154                               | +14                               | 21                                | 5  | 2                         | 0                         | 3                         | 48                        | 54                        | doigravanje za prvaka     |  |
| 6.  | Mornar Brodospas        | 15                                | 6                                 | 0                                 | 8                                 | 151                               | 191                               | -40                               | 18                                | 5  | 0                         | 0                         | 5                         | 37                        | 78                        | doigravanje za prvaka     |  |

Rezultatska križaljka
 samo rezultati iz "Drugog dijela" 
| kratica | klub                    | JAD   | JUG   | MLA  | MOR  | PRI  | SOL  |
| ------- | ----------------------- | ----- | ----- | ---- | ---- | ---- | ---- |
| JAD     | Jadran                  |       |       | 5:15 |      | 13:7 |      |
| JUG     | Jug Adriatic osiguranje | 13:15 |       |      |      | 15:5 |      |
| MLA     | Mladost                 |       | 10:11 |      | 16:5 |      | 12:6 |
| MOR     | Mornar Brodospas        | 9:19  | 6:17  |      |      | 9:12 |      |
| PRI     | Primorje Erste Banka    |       |       | 4:9  |      |      | 11:9 |
| SOL     | Solaris                 | 8:15  | 11:8  |      | 14:8 |      |      |
|         |                         |       |       |      |      |      |      |

#### Za plasman od 7. – 11. mjesta
Igrano od 6. ožujka do 3. travnja 2021. godine. 
Ljestvica
Preneseni rezultati iz Prvog dijela
| mj.      | klub                    | ukupno (s prenešenim rezultatima) | ukupno (s prenešenim rezultatima) | ukupno (s prenešenim rezultatima) | ukupno (s prenešenim rezultatima) | ukupno (s prenešenim rezultatima) | ukupno (s prenešenim rezultatima) | ukupno (s prenešenim rezultatima) | ukupno (s prenešenim rezultatima) |    | ostvareno u drugom dijelu | ostvareno u drugom dijelu | ostvareno u drugom dijelu | ostvareno u drugom dijelu | ostvareno u drugom dijelu | ostvareno u drugom dijelu |  |
| mj.      | klub                    | ut                                | pob                               | ner                               | por                               | gol+                              | gol-                              | GR                                | bod                               | ut | pob                       | ner                       | por                       | gol+                      | gol-                      |                           |  |
| -------- | ----------------------- | --------------------------------- | --------------------------------- | --------------------------------- | --------------------------------- | --------------------------------- | --------------------------------- | --------------------------------- | --------------------------------- | -- | ------------------------- | ------------------------- | ------------------------- | ------------------------- | ------------------------- | ------------------------- |  |
| 1. (7.)  | Medveščak               | 14                                | 7                                 | 0                                 | 7                                 | 159                               | 188                               | -29                               | 21                                | 4  | 4                         | 0                         | 0                         | 57                        | 37                        | doigravanje za prvaka     |  |
| 2. (8.)  | OVK POŠK                | 14                                | 5                                 | 0                                 | 9                                 | 133                               | 165                               | -32                               | 15                                | 4  | 2                         | 0                         | 2                         | 47                        | 39                        | doigravanje za prvaka     |  |
| 3. (9.)  | KPK                     | 14                                | 4                                 | 1                                 | 9                                 | 146                               | 177                               | -31                               | 13                                | 4  | 2                         | 1                         | 1                         | 49                        | 35                        | za 9. – 11. mjesto        |  |
| 4. (10.) | Galeb Makarska rivijera | 14                                | 3                                 | 1                                 | 10                                | 137                               | 210                               | -73                               | 10                                | 4  | 1                         | 1                         | 2                         | 44                        | 50                        | za 9. – 11. mjesto        |  |
| 5. (11.) | Zadar 1952              | 14                                | 0                                 | 0                                 | 14                                | 102                               | 278                               | -176                              | 0                                 | 4  | 0                         | 0                         | 4                         | 35                        | 71                        | za 9. – 11. mjesto        |  |

| kratica | klub                    | GAL   | KPK   | MED   | OPOŠK | ZAD  |
| ------- | ----------------------- | ----- | ----- | ----- | ----- | ---- |
| GAL     | Galeb Makarska rivijera |       | 10:10 | 7:14  |       |      |
| KPK     | KPK                     |       |       |       | 13:9  | 15:3 |
| MED     | Medveščak               |       | 13:11 |       | 10:9  |      |
| OPOŠK   | OVK POŠK                | 13:7  |       |       |       | 16:9 |
| ZAD     | Zadar 1952              | 13:20 |       | 10:20 |       |      |
|         |                         |       |       |       |       |      |

### Za plasman od 9. – 11. mjesta
Igrano od 10. do 24. travnja 2021. 
Ljestvica
Preneseni međusobni rezultati iz Prvog dijela i Za plasman od 7. – 11. mjesta
| 1. (9.)  | KPK                     | 6 | 5 | 1 | 0 | 88 | 51 | +37 | 16 | 4 | 3 | 1 | 0 | 54 | 31 | 2 | 2 | 0 | 0 | 31 | 20 |
| 2. (10.) | Galeb Makarska rivijera | 6 | 3 | 1 | 2 | 85 | 73 | +12 | 10 | 4 | 2 | 1 | 1 | 62 | 50 | 2 | 1 | 0 | 1 | 23 | 23 |
| 3. (11.) | Zadar 1952              | 6 | 0 | 0 | 6 | 50 | 99 | -49 | 0  | 4 | 0 | 0 | 4 | 34 | 72 | 2 | 0 | 0 | 2 | 16 | 27 |

Rezultati
| 10. travnja 2021. | KPK - Galeb MR        | 17:10 |
| 22. travnja 2021. | Galeb MR - Zadar 1952 | 13:6  |
| 24. travnja 2021. | Zadar 1952 - KPK      | 10:14 |
|                   |                       |       |

### Doigravanje za prvaka
Igrano od 10. travnja do 22. svibnja 2022. 

     - domaća utakmica za klub1 

     - gostujuća utakmica za klub1

Četvrtzavršnica
| klub1                                        | ukupno | klub2       | ut.1 | ut.2     |
| -------------------------------------------- | ------ | ----------- | ---- | -------- |
| Medveščak                                    | 11:40  | Mladost     | 5:18 | 6:22     |
| OVK POŠK                                     | 11:38  | Jug AO      | 5:23 | 6:15     |
| Mornar BS                                    | 18:29  | Jadran      | 7:16 | 11:13    |
| Solaris                                      | 14:10  | Primorje EB | 9:10 | 5:0 p.f. |
|                                              |        |             |      |          |
| "Primorje" odustalo zbog posljedica COVID-19 |        |             |      |          |

Poluzavršnica
| klub1                                      | ukupno | klub2   | ut.1 | ut.2 |
| ------------------------------------------ | ------ | ------- | ---- | ---- |
| Mladost                                    | 19:12  | Jadran  | 10:5 | 9:7  |
| Jug AO                                     | 14:7   | Solaris | 14:7 |      |
|                                            |        |         |      |      |
| "Jug AO" i "Solaris" igrali jednu utakmicu |        |         |      |      |

Završnica
| ut.                      | datum             | par              | rez.                | serija |
| ------------------------ | ----------------- | ---------------- | ------------------- | ------ |
| 1.                       | 8. svibnja 2022.  | Jug AO - Mladost | 12:9                | 1-0    |
| 2.                       | 12. svibnja 2022. | Mladost - Jug AO | 8:10                | 0-2    |
| 3.                       | 19. svibnja 2022. | Jug AO - Mladost | 10:12               | 1-2    |
| 4.                       | 22. svibnja 2022. | Mladost - Jug AO | 12:8                | 2-2    |
| 5.                       | 26. svibnja 2022. | Jug AO - Mladost | 11:12 (7:7, 4:5 5m) | 2-3    |
|                          |                   |                  |                     |        |
| "Mladost" prvak Hrvatske |                   |                  |                     |        |

### Razigravanja za plasman (3. – 8. mjesto)
Poluzavršnica za 5. – 8. mjesto
| klub1       | ukupno | klub2     | ut.1  | ut.2                    |
| ----------- | ------ | --------- | ----- | ----------------------- |
| Medveščak   | 33:32  | Mornar BS | 13:13 | 20:19 (16:16, 4:3 prod) |
| Primorje EB | 22:12  | OVK POŠK  | 22:12 |                         |
|             |        |           |       |                         |

Za 3. mjesto
| klub1  | ukupno | klub2   | ut.1 | ut.2 |
| ------ | ------ | ------- | ---- | ---- |
| Jadran | 24:13  | Solaris | 11:5 | 13:8 |
|        |        |         |      |      |

Za 5. mjesto
| klub1     | ukupno | klub2       | ut.1  | ut.2  |
| --------- | ------ | ----------- | ----- | ----- |
| Medveščak | 22:38  | Primorje EB | 10:17 | 12:21 |
|           |        |             |       |       |

Za 7. mjesto
| klub1    | ukupno | klub2     | ut.1  | ut.2 |
| -------- | ------ | --------- | ----- | ---- |
| OVK POŠK | 19:29  | Mornar BS | 10:14 | 9:15 |
|          |        |           |       |      |

## Konačni poredak
| mj. | klub                               | ut | pob | ner | por | gol+ | gol- |
| --- | ---------------------------------- | -- | --- | --- | --- | ---- | ---- |
| 1.  | Mladost Zagreb                     | 24 | 20  | 0   | 4   | 227  | 175  |
| 2.  | Jug Adriatic osiguranje Dubrovnik  | 23 | 19  | 0   | 4   | 334  | 191  |
|     |                                    |    |     |     |     |      |      |
| 3.  | Jadran Split                       | 21 | 16  | 0   | 5   | 292  | 181  |
| 4.  | Solaris Šibenik                    | 20 | 8   | 0   | 12  | 202  | 202  |
|     |                                    |    |     |     |     |      |      |
| 5.  | Primorje Erste Banka Rijeka        | 20 | 13  | 0   | 7   | 238  | 200  |
| 6.  | Medveščak Zagreb                   | 20 | 8   | 1   | 11  | 225  | 298  |
|     |                                    |    |     |     |     |      |      |
| 7.  | Mornar Brodospas Split             | 21 | 8   | 1   | 12  | 193  | 194  |
| 8.  | OVK POŠK Split                     | 19 | 5   | 0   | 14  | 175  | 254  |
|     |                                    |    |     |     |     |      |      |
| 9.  | KPK Korčula                        | 16 | 6   | 1   | 9   | 177  | 197  |
| 10. | Galeb Makarska rivijera (Makarska) | 16 | 4   | 1   | 11  | 160  | 233  |
| 11. | Zadar 1952                         | 16 | 0   | 0   | 16  | 118  | 305  |

## Najbolji strijelci
Strijelci 30 i više golova u sezoni 2020./21.
| golovi | igrač                    | klub        |
| ------ | ------------------------ | ----------- |
| 52     | Loren Fatović            | Jug AO      |
| 51     | Tin Brubnjak             | Primorje EB |
| 47     | Daniil Merkulov          | Jug AO      |
| 46     | Tin Fabris               | KPK         |
| 44     | Jerko Marinić Kragić     | Jadran      |
| 44     | Luka Bukić               | Mladost     |
| 43     | Alexandros Papanastasiou | Jug AO      |
| 43     | Marin Vrdoljak           | Mornar BS   |
| 40     | Jerko Anzulović          | Medveščak   |
| 38     | Franko Lazić             | Mladost     |
| 37     | Duje Akrap               | Mornar BS   |
| 36     | Rino Burić               | Jadran      |
| 36     | Anđelo Šetka             | Jadran      |
| 36     | Nikola Miljak            | Medveščak   |
| 36     | Roko Pelicarić           | Solaris     |
| 35     | Luka Vukić               | Galeb MR    |
| 34     | Marin Dašić              | Mladost     |
| 34     | Roko Akrap               | Mornar BS   |
| 34     | Lovro Paparić            | Primorje EB |
| 33     | Karlo Krmek              | Medveščak   |
| 31     | Boris Popović            | Galeb MR    |
| 31     | Eugen Koprčina           | Solaris     |
| 30     | Paulo Obradović          | Jug AO      |
| 30     | Dario Rakovac            | Primorje EB |

## Vanjske poveznice
- hvs.hr
- hvs.hr, Prvenstvo Hrvatske